# Узбекский национализм
Узбе́кский национали́зм (узб. Oʻzbek milliyatchiligi) появился в 1920-годы в процессе национально-территориального размежевания Средней Азии и продолжает иметь место в современном Узбекистане.

## История
По мнению советского историка М. Г. Вахабова, узбеки как нация начали формироваться в конце XIX — начале XX века, то есть с проникновением капиталистических отношений в регион.
По мнению Абашина, в Центральной Азии до прихода Российской империи «в обществе отсутствовали границы, которыми можно было бы очертить группы, прилепив к ним ярлык „этнические“. Только с приходом России в Средней Азии появляются более или менее устойчивые идентичности».
Британский исследователь Н.Мегоран придерживается другой точки зрения и считает, что название «узбек» использовалось в XVIII—XIX веках.
В начале XX века на территории русского Туркестана, Бухарского мирата и Хивинского ханства стало формироваться движение джадидов, включавшее в себя как общемусульманские, так и националистические пантюркские идеи. Политическим воплощением идеи джадидов Туркестанаского генерал-губернаторства был проект «Большого Туркестана», который должен был включать в себя, помимо Туркестанского края, Хивинское и Бухарское ханства, а также Степной край. У джадидов Бухары и Хорезма были другие идеи.
По мнению американского историка А.Халида джадиды Туркестанского генерал-губернаторства своей родиной считали Туркестан. Они ввели в употребление слово миллат — давнее понятие, которое теперь стало обозначать нацию. В Центральную Азию идея нации пришла из нескольких источников: от российских чиновников, от мусульманских реформаторов и из османских интеллектуалов.
С.Абашин утверждал, что название Туркестан, благодаря Российской империи, стало таким термином, который стал обозначать «чуть ли не всю современную Центральную Азию».
По мнению Абашина национальных проектов по созданию отдельных Узбекистана и Таджикистана до распада Российской империи и захвата власти большевиками не было. Местные элиты называли себя «тюрками» или, реже, «узбеками», при этом термин «тюрок» не подразумевал обязательное использование тюркского языка.
По мнению историка Бабаджанова, понимание узбекской нации возникло в местной среде раньше Советской эпохи. В сочинении «Тарих-и Фаргана» (История Ферганы), написанном в 1914 году историк-джадид Ибрат использовал определение "миллат — буквально «нация» не только в религиозном, а уже и в этническом его значении, понимая под этим термином «нацию узбеков».
Как отмечал Халид, еще в 1916 году поэт и просветитель Хамза использовал термины Туркестан эли («народ Туркестана») и узбек эли («узбекский народ») как синонимы.
После свержения российской монархии проект «Большого Туркестана» стал реализовываться: в 1917 году была провозглашена Туркестанская автономия в составе Российской республики, в 1918 году она была разгромлена большевиками, провозгласившими взамен Туркестанскую Советскую Республику, и в регион пришла российская Гражданская война.
В 1920 году пал Бухарское эмират и на его месте была создана Бухарская Народная Советская Республика, которую возглавляли левые джадиды
Одновременно в ходе Гражданской войны пантюркизм стал идеологией противников большевиков, получавших помощь из-за рубежа.
В 1924 году в Средней Азии было проведено национально-территориальное размежевание, в ходе которого была создана Узбекская ССР, своеобразный «Малый Туркестан». Российский историк С. Н. Абашин пишет, что Узбекская ССР была создана одновременно и как уступка джадидам, и как способ расколоть эти пантюркские элиты на враждующие фракции.
Американский историк Адиб Халид считает, что создание Узбекской ССР стало не следствием искусственных советских этнических манипуляций, а воплощением джадидского проекта.
Бывшие джадиды стали реализовывать Узбекскую ССР по проекту Большого Туркестана, при этом термин «узбеки» позволял сохранить связь с пантюркизмом. На момент начала реализации национального проекта узбекской нации ещё не существовало. По мнению Абашина, для превращения населения в однородную нацию вместо термина сарты, ранее применявшегося администрацией Российской империи к большинству населения Туркестанского генерал-губернаторства, стал использоваться термин узбеки, и он же начал применяться к другим группам населения, включая применявших термин таджики. В состав Узбекской ССР вошли земли бывшего Бухарского эмирата, где термин сарт не использовался местным населением Известный американский востоковед Юрий Брегель на основе анализа источников пришёл к аналогичному выводу о том, что термин сарт не использовался в Бухарском эмирате
По мнению Абашина, узбекский национализм сохраняет некоторые черты пантюркизма. В 1990-х власти Узбекистана стремились копировать турецкую модель устройства государства (светскость, просвещённый авторитаризм, риторику модернизации), а также сделать Узбекистан центром тюркского мира в Средней Азии.

## Описание
По мнению Абашина, узбекский национализм воспринимает узбекскую государственность как национальную; он описывает узбеков в этнических терминах (в соответствии с советскими традициями, заложенными марксизмом и теорией этноса), а также обращает большое внимание на узбекский язык и древнюю историю, что даёт возможность называть его этнонационализмом. С другой стороны, стремится построить полиэтническое государство, в котором отличия между этносами максимально нивелированы. При этом он в большей степени претендует на таджикское население Узбекистана, чем на узбекскую диаспору в других странах.
По мнению американского социолога Л. Адамс, независимый Узбекистан использует гражданский национализм в качестве официальной идеологии.